# Секретарка (Николаевская область)
Секретарка (укр. Секретарка) — село в Кривоозёрском районе Николаевской области Украины.
Население по переписи 2001 года составляло 1422 человек. Почтовый индекс — 55142. Телефонный код — 5133. Занимает площадь 5,235 км².

## История
В XIX веке село Секретарка было в составе Тридубской волости Балтского уезда Подольской губернии. В селе была Покровская церковь.

## Местный совет
55142, Николаевская обл., Кривоозерский р-н, с. Секретарка, ул. Ленина, 35а